# Maryse Paillet
Pour les articles homonymes, voir Paillet (homonymie).
Maryse Paillet, née à Limoges vers 1900 et morte à une date indéterminée après 1970, est une cantatrice et une actrice française.

## Biographie
On ne sait pratiquement rien de Maryse Paillet sinon qu'elle a d'abord entrepris une carrière lyrique de soliste soprano à partir de 1926 tant sur scène que sur les ondes,, avant de se tourner vers le théâtre après la Libération et vers le grand et le petit écran au tout début des années 1950.
Sa trace se perd après un dernier rôle dans Mauregard, une série télévisée diffusée en octobre-novembre 1970 sur la deuxième chaîne de l'ORTF.

## Opéra
- 1926 : Le Moulin de Javelle, opéra-comique en 1 acte de Paul Henrion, livret d'Ernest Grenet-Dancourt, à la Salle des Fêtes d'Armentières (21 mars)[7]
- 1928 : Messe Saint-Georges, pour chœurs, soli et orchestre de Georges Ghestem, en l'église Saint-Charles de Lille (15 janvier)[8]
- 1928 : Ève, oratorio en 4 parties de Jules Massenet, livret de Louis Gallet, à l'Hippodrome Lillois (13 mai) : Ève[9]

## Théâtre
- 1946 : La Cinquantaine, scène populaire en 1 acte de Georges Courteline, mise en scène de Georges Vitaly, au théâtre de Poche Montparnasse (janvier)[10]
- 1946 : Amphitryon, comédie en 3 actes de Molière, décors d'Yves Bonnat, au théâtre des Noctambules (24 janvier)
- 1947 : L’Ombre d’un franc-tireur, comédie tragique en 2 actes de Seán O'Casey (The Shadow of a Gunman), adaptation française de Philippe Kellersohn, mise en scène d'André Clavé, au théâtre Charles-de-Rochefort (12 janvier)[11]
- 1948 : Boubouroche / Théodore cherche des allumettes, Les Boulingrin, pièces en 1 acte de Courteline, mises en scène par André Clavé, Guy Piérauld et Julien Verdier, au Centre dramatique de l'Est à Colmar (janvier)
- 1948 : Le Revizor, comédie en 5 actes de Nicolas Gogol, adaptation française et mise en scène d'André Barsacq, au théâtre de l'Atelier (23 novembre) : Fevronia Petrovna Pochliopkina
- 1949 : Le Miracle de l'homme pauvre, pièce en 3 actes et 5 tableaux de Marian Hemar, adaptation de Cécil Robson, mise en scène d'André Clavé, au théâtre municipal de Mulhouse (7 décembre)
- 1950 : À chacun selon sa faim, pièce en 3 actes de Jean Mogin, mise en scène de Raymond Hermantier, au théâtre du Vieux-Colombier (17 février)
- 1950 : Junon et le paon, tragédie en 3 actes de Sean O'Casey (Juno and the Paycock), adaptation française et mise en scène de Philippe Kellersohn, au théâtre de l'OEuvre (septembre)[12]
- 1952 : Philippe et Jonas, pièce en 2 actes d'Irwin Shaw (The Gentle People), adaptation française de Marcel Duhamel, mise en scène de Jean-Pierre Grenier, au théâtre de la Gaîté-Montparnasse (20 décembre) : Angelina Esposito
- 1953 : Azouk, comédie en 10 tableaux d'Alexandre Rivemale, mise en scène de Jean-Pierre Grenier, au théâtre Fontaine (22 décembre) : Amélie
- 1955 : Poppi, comédie en 2 actes de Georges Sonnier, mise en scène de Pierre Valde, au théâtre des Arts (février)
- 1955 : Le Mariage de Barillon, vaudeville en 3 actes de Georges Feydeau et Maurice Desvallières, mise en scène de René Dupuy, au théâtre Gramont (19 juin)
- 1956 : Nemo, pièce en 3 actes d'Alexandre Rivemale, mise en scène de Jean-Pierre Grenier, musique de Louis Bessières, au théâtre Marigny (3 octobre) : Léontine
- 1957 : Le Nouveau Locataire, pièce en 1 acte d'Eugène Ionesco, mise en scène de Robert Postec, au Théâtre d'Aujourd'hui (10 septembre) : la concierge
- 1960 : La Petite datcha, comédie en 3 actes de Vassili Chkvarkine, adaptation française de Georges Soria, au théâtre Daunou (7 septembre) : Olga Karaoulova

## Filmographie

### Cinéma
- 1950 : Un homme marche dans la ville de Marcello Pagliero - Tantine
- 1950 : Plus de vacances pour le bon dieu de Robert Vernay
- 1951 : Boîte à vendre de Claude Lalande - court métrage -
- 1950 : Justice est faite d'André Cayatte
- 1950 : Sous le ciel de Paris de Julien Duvivier - Mme Milou
- 1951 : Passion de Georges Lampin
- 1951 : Dupont Barbès de Henri Lepage
- 1952 : La Maison dans la dune de Georges Lampin
- 1952 : Monsieur Leguignon lampiste de Maurice Labro
- 1952 : Trois femmes d'André Michel - La servante
- 1952 : Brelan d'as de Henri Verneuil - Une concierge
- 1952 : Nous sommes tous des assassins de André Cayatte
- 1952 : Piédalu fait des miracles de Jean Loubignac
- 1952 : Le Banquet des fraudeurs de Henri Storck - Kobi
- 1953 : Les Compagnes de la nuit de Ralph Habib - L'employée
- 1954 : Crainquebille de Ralph Habib - Mme Lateigne
- 1953 : Leur dernière nuit de Georges Lacombe - Marie, la femme du marinier
- 1954 : Piedalu député de Jean Loubignac
- 1954 : Le Comte de Monte-Cristo, film en 2 parties de Robert Vernay : Valentine
- 1955 : Du rififi chez les hommes de Jules Dassin - La mère de Charlie
- 1955 : Fantaisie d'un jour de Pierre Cardinal
- 1955 : Les Hommes en blanc, de Ralph Habib - Une paysanne
- 1956 : Paris canaille de Pierre Gaspard-Huit
- 1955 : Sophie et le Crime de Pierre Gaspard-Huit
- 1956 : Mannequins de Paris de André Hunebelle
- 1956 : La Traversée de Paris de Claude Autant-Lara - Une femme au restaurant
- 1956 : Les Truands de Carlo Rim
- 1958 : Maigret tend un piège de Jean Delannoy - Une bouchère
- 1960 : Trique, gamin de Paris de Marco de Gastyne
- 1962 : Tartarin de Tarascon de Francis Blanche et raoul André - Berthe Fracca
- 1963 : Tante Aurore viendra ce soir / L'Araignée, court métrage de Claude Pierson : Mme Baju, la concierge

### Télévision
- 1956 : Plaisir du théâtre, série télévisée en 29 épisodes, épisode Inspecteur Grey de Jean Kerchbron : Victoire, la cuisinière
- 1956 : En votre âme et conscience, série télévisée en 64 épisodes, épisode Le serrurier de Sannois de Claude Barma : Madame Mazy
- 1958 : Le Tour de France par deux enfants, série télévisée en 39 épisodes, épisode Pris au piège de Jean Limousin et William Magnin
- 1960 : L'Empire céleste, pièce de Michel Subiela, réalisation de Georges Folgoas  (15 mars) : Madame Prêtre
- 1961 : Le Massacre des Innocents, pièce de William Saroyan, réalisation de Roland-Bernard (12 décembre) : May
- 1964 : Thierry la Fronde, série télévisée en 52 épisodes, épisode L'enfant d'Édouard de Robert Guez : Dame Bertrade
- 1967 : Le Théâtre de la jeunesse, série télévisée en 36 épisodes, épisode Les Deux Nigauds de René Lucot d'après le roman de la comtesse de Ségur (1er janvier) : Madame Courtemiche[13]
- 1970 : Mauregard, série télévisée en 6 épisodes de Claude de Givray, épisode 1940 : le temps des colères (29 octobre) : la dame à la messe